# GE C36-7

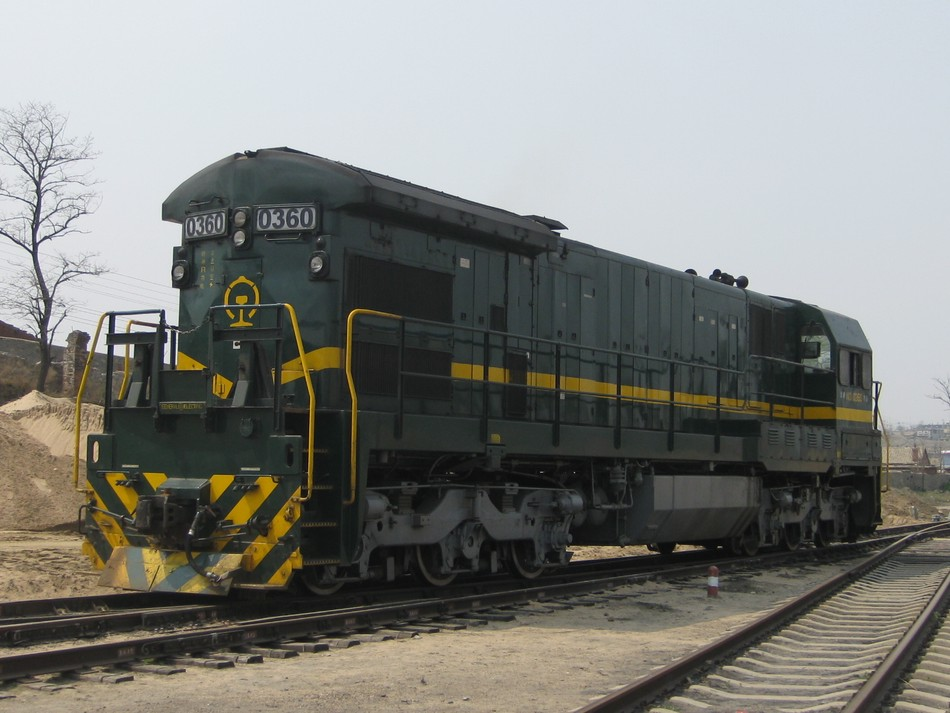
China Railway ND5

A GE C36-7 egy hattengelyes dízelmozdony-sorozat, amelyet a GE Transportation Systems gyártott 1978 és 1985 között. Összesen 599 mozdony készült, ebből 422-t exportáltak Kínába mint ND5. 2003-ban 58 ex-MP / UP mozdonyt exportáltak Észtországba.

## Eredeti üzemeltetők
| Vasúttársaság                      | Darabszám | Pályaszám           |
| ---------------------------------- | --------- | ------------------- |
| China Railways                     | 422       | ND5.0001 - ND5.0422 |
| Conrail                            | 25        | 6620-6644           |
| Ferrocarril del Pacífico           | 15        | 419-433             |
| General Electric (testbed)         | 1         | 505                 |
| Hamersley Iron (Ausztrália)        | 3         | 5057-5059           |
| Missouri Pacific Railroad          | 60        | 9000-9059           |
| Ferrocarriles Nacionales de México | 25        | 9317-9341           |
| Norfolk and Western Railway        | 31        | 8500-8530           |
| Norfolk Southern                   | 12        | 8531-8542           |
| OCTRA (Trans-Gabon Railway)        | 8         | CC301-CC308         |